# Paweł Eutele

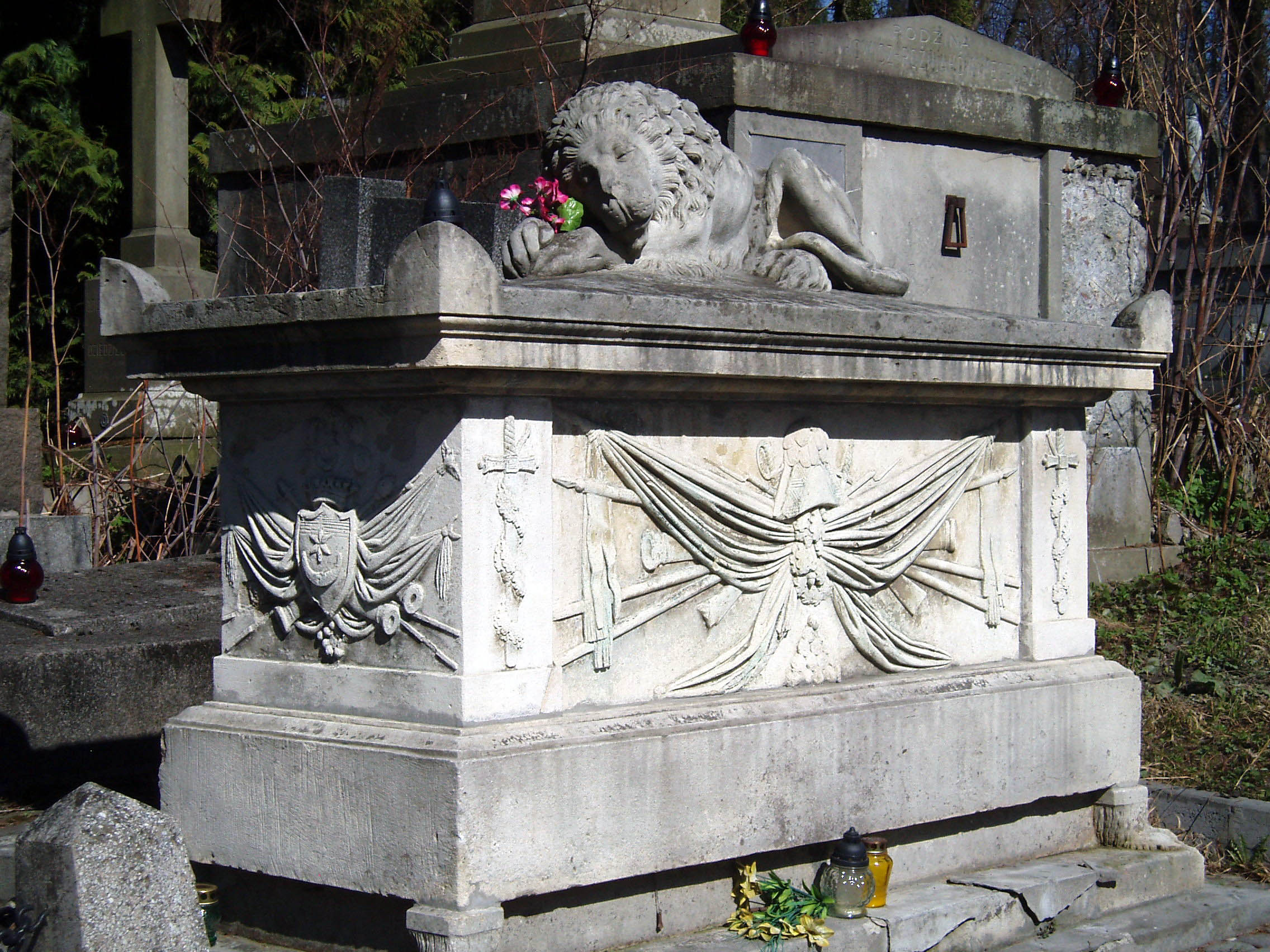
Nagrobek Antoniego Amora Tarnowskiego na Cmentarzu Łyczakowskim

Paweł Eutele (ur. 1804, zm. 30 stycznia 1889 we Lwowie) – niemiecki rzeźbiarz działający na ziemiach polskich, mistrz rzeźby pomnikowej.
Przybył do Lwowa z Niemiec w roku 1828. Uczył się u Antona Schimsera, a po jego śmierci w roku 1837 przejął jego warsztat kamieniarski. Specjalizował się w rzeźbie pomnikowej i nagrobnej. Po roku 1881 zaprzestał pracy i prowadzenia warsztatu. Ostatnie lata życia przeżył w nędzy w Domu ubogich św. Łazarza, gdzie zmarł. Spoczął na Cmentarzu Stryjskim we Lwowie.

## Dzieła
- Rzeźbiarski wystrój budynków
- Ponad 60 nagrobków na Cmentarzu Łyczakowskim, wśród nich:
  - Nagrobek Antoniego Schimsera,
  - Neogotycki nagrobek arcybiskupa ormiańskiego Samuela Cyryla Stefanowicza,
  - Nagrobek Doroty Zeh i Herminii Obłoczyńskiej,
  - Nagrobek Teresy z Kłosowskich i Józefa Iwanowiczów,
  - Nagrobek rodziny Armatysów,
  - Nagrobek Antoniego Amora Tarnowskiego,
  - Nagrobek Celestyny Czajkowskiej,
- Nagrobek Anny-Emilii Gruber (ok. 1860) z piaskowca na cmentarzu mikulinieckim w Tarnopolu.
- Nagrobek generała Józefa Dwernickiego na cmentarzu w Łopatynie.